# Шехерезада
Шехерезада (арап. شهرزاد) је један од главних ликова, као и приповедач збирке прича Хиљаду и једна ноћ.
Неки сматрају да је Шехерзадин лик делимично или потпуно изграђен на краљици Хомаи, кћери Бахмана, која је имала епитет Čehrzād (што значи узвишеног изгледа) по којем је настало име лика у књизи. Такође се сматра да је мајка Харун ел Рашида обликовала Шехерзадин лик.
Шехерезада је главни лик уводне приче из Хиљаду и једне ноћи. Она је везирова кћи која се удаје за окрутног и невољеног владара Шахријарха. Он је био ожењен, међутим жена га је преварила са робом, што је тешко поднео. Прељубнике је казнио смрћу, али тиме није његова срамота и бол могла бити утешена, те је наредио свом везиру, да му сваку ноћ доведе нову невину девојку. Три године дана у његову раскошну палату сваку ноћ су се доводиле најлепше девице из Багдада, које су раном зором биле убијане. Како је везир и сам имао две прелепе кћери Шехерезаду и Дунјазу, почеле су га морити тешке бриге, јер је све теже налазио младе девојке, које су родитељи настојали сакрити под сваку цену.
Прелепа и мудра везирова кћи Шехерезада, знала је да ће доћи и она на ред. Но, није се хтела као остале девојке препустити судбини и завршити живот на тако мизеран начин. Врло речита и учена, смислила је начин како ће остати жива, а у исто време и очарати најмоћнијег и најокрутнијег владара.
На предлог сестре Дунјазе, Шехерезада је одлучила да исприча краљу причу. Краљ је лежао будан и слушао са страхопоштовањем Шехерезадину прву причу. Ноћ је пролазила, а Шехерезада је стала са приповедањем на средини приче. Краљ ју је замолио да заврши, али Шехерезада је рекла да нема времена, јер је већ свануло. Дакле, краљ је поштедео њен живот на један дан да заврши причу следеће ноћи. Следеће ноћи, Шехерезада је завршила причу, а затим је започела другу, узбудљивију причу, коју је поново зауставила на половини. Поново, краљ је поштедео њен живот још један дан како би могла завршити другу причу.
То је трајало хиљаду и једну ноћ. У том периоду она је утицала на краља, његово понашање и размишљање и родила му три сина. Након хиљаду и једне ноћи, она му је рекла да нема више прича, али краљ ју је оставио у животу и учино ју својом сталном сапутницом.